# Edward Routh
Edward Routh (Quebec, Kanada, 1831. január 20. – Cambridge, Anglia, 1907. június 7.) angol matematikus. Teljes neve Edward John Routh.

## Életpálya
1842-ben költöztek Angliába. Londonban az University College Schoolban járt középiskolába. Egyetemi matematikai tanulmányait 1847-től ösztöndíjasként a londoni University Collegeban folytatta Augustus De Morgan tanítványaként. Magántanár volt Cambridge-ben. Tudományos fokozatait 1849-ben és 1853-ban védte meg. Életcélja volt, a matematika tudományának korszerűsítése. 1855–1888 között a cambridge-i egyetemen professzor, 600 tanítványai közül sokan kiváló eredményeket értek el, 27-en különböző elismerésben részesültek.

## Kutatási területei
Főbb kutatási eredményeit a dinamika, csillagászat és a harmonikus analízis területén érte el. Az ő nevéhez is fűződik a rendszerek stabilitási feltételének megfogalmazása, a Routh-Hurwitz-kritérium.

## Írásai
Szakmai munkásságát több alkalommal közölte. Tankönyvek, szakmai kiadványok szerzője, társszerzője.

## Szakmai sikerek
- 1854-ben James Clerk Maxwell társaságában Smith-díjjal ismerték tudományos munkásságát,
- 1877-ben Adams-díjjal tüntették ki.